# 歐陽復 (成化進士)
歐陽復（1439年—?），字孟亨，湖廣衡州衛軍籍衡州府安仁縣人，明朝政治人物。同進士出身。

## 生平
早年因家庭贫困，无以为继，只能在灵宝观出家为道士，后情况稍有好转，才改学儒术，出身國子生，成化十三年（1477年）丁酉科湖廣鄉試第三十一名。成化十四年（1478年）戊戌科會試第二百四名，殿試登進士第三甲第二十一名。十六年授浙江武康县知县，二十一年七月选授試监察御史，二十二年八月實授陕西道御史。弘治時丁忧归，卒于家。

## 家族
曾祖父歐陽勝賢。祖父歐陽惟安。父亲歐陽仕高。母譚氏。具慶下。弟熙、和、融、舒、生、光。娶陳氏。子欧阳选，亦是进士。